# 형이상학

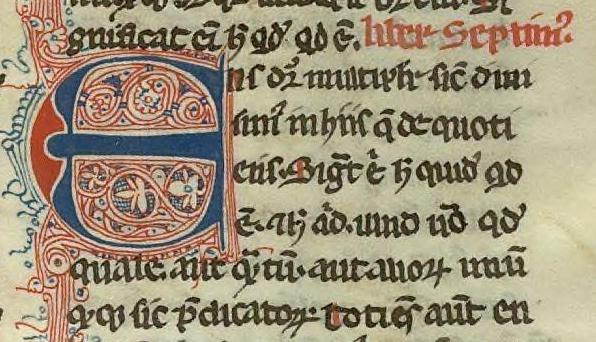

형이상학(形而上學 · 영어: metaphysics)으로 번역되는 영어 낱말 "메타피직스(Metaphysics)"는 그리스어의 메타(meta: 뒤)와 푸지카(fusika: 자연학)의 결합으로 아리스토텔레스에서 유래하였다. 아리스토텔레스의 정의에 따르면, 형이상학은 존재의 근본을 연구하는 학문이다. 그리고 라틴어의 역어로 세계의 궁극적 근거를 연구하는 학문이며, 다른 정의로는, 형이상학은 사회의 근본 체계, 사회 현상, 모든 지식들 또는 인류 대다수에게 그보다 나은 지식일지라도, 그것들의 근원은 변증된 체계가 아니라, 하나의 독립된 개별적 영역이라고 주장하는 철학이념이기도 하다.
또한 아리스토텔레스는 존재의 근본을 연구하는 부문을 "제1철학"이라 하고 동식물 등을 연구하는 부문을 "자연학"이라 했다. 그가 죽은 후 유고(遺稿)를 정리·편집함에 있어 제1철학에 관한 것이 "자연학" 뒤에 놓여 그때부터 메타피지카(metaphysica: 형이상학)라는 말이 쓰이게 되었다.
형이상학에 대한 동서양의 견해는 차이가 있다. 대표적인 차이로는 서양의 경우 인간은 형이상학적 진리들을 직접적인 경험으로 알 수 없다는 견해가 많은 반면, 동양의 경우 형이상학적 진리들을 직접적인 경험으로 알 수 있다는 견해가 많다.

## 서양의 형이상학
서양 철학에서, 아리스토텔레스 이후 형이상학이라는 말은 여러 뜻으로 쓰이고 있다. 볼프는 철학을 표상력(表象力)에 의한 형이상학(이론)과 의욕력에 의한 실천철학(실천)으로 나누었다. 칸트가 형이상학이라 칭하는 것은 주로 볼프를 따르고 있으나 기존의 형이상학적 논의는 독단적이라 해서 배척했고, 경험할 수 없는 것을 논하는 기존의 형이상학과는 다르며 인식론에 기반을 둔 "학문으로서의 형이상학"을 정립하려고 하였다.
헤겔부터는 형이상학이 회복되어 사유(思惟)의 형식이 동시에 실재의 형식이라고 하는 형이상학적 논리가 주장되었다. 하이데거, 야스퍼스도 형이상학을 주장했으나 객체적인 것이 아니라 주체적인 자각존재의 의미이다. 변증법에서는 형이상학이 자기에게 대립하는 것을 고정시켜 생각한다고 주장한다.

## 동양의 형이상학
서양에는 인간은 형이상학적 진리들을 직접적인 경험으로 알 수 없다는 선입견이 있다. 때문에 형이상학적 진리들은 사색 · 추론, 또는 근거 없는 신념 또는 신앙에 지나지 않는다고 보는 경향이 있다. 또한 서양에서는 모든 사상 체계는 서로 간에 대립 또는 모순되어, 하나가 진실이라면 다른 하나는 거짓이어야 한다고 생각하는 경향이 있다. 반면, 동양에서는 인간은 직접적인 경험에 의해 형이상학적 진리들을 알 수 있다는 관점을 갖는다. 또한 형이상학적 진리들을 알기 위해 사색 · 추론 · 신념 또는 신앙에 의존해야 하는 것은 아니라고 본다. 그리고 하나의 형이상학적 진리에 대해 여러 가지의 해석이 있을 수 있는데, 이들 여러 가지 해석은 대립하거나 모순되는 것이 아니라 상호 보완적이라고 보며 각각의 해석은 다양한 종교적 · 사상적 · 철학적 배경 또는 경향성을 가진 여러 다른 사람들 중 특정 부류의 사람들을 직접적인 경험으로 이끔에 있어 특히 적합하다고 본다.

## 같이 보기
- 메타인지
- 메타철학
  - 메타윤리학
- 철학적 논리학
- 실재론
- 과학철학
- 철학적 신학
- 형이상학자 목록

## 참고 문헌
- 이 문서에는 다음커뮤니케이션(현 카카오)에서 GFDL 또는 CC-SA 라이선스로 배포한 글로벌 세계대백과사전의 〈세계사상 >사상 용어 > 세계관 > 일원론·이원론 > 형이상학〉 항목을 기초로 작성된 글이 포함되어 있습니다.
- (영어) Bernard, Theos (1947).《Hindu Philosophy》. Philosophical Library, New York.